# Carlos Alberto Bejani
Carlos Alberto Bejani (São Gonçalo, 27 de setembro de 1950) é um político do PTB, radialista e ex-prefeito de Juiz de Fora, no estado de Minas Gerais.

## Biografia
Mudou-se com a família aos cinco anos de idade para Juiz de Fora. Iniciou carreira de radialista aos vinte e seis anos, na extinta Rádio Industrial, como repórter esportivo. Entretanto, o sucesso só veio com a apresentação do Comando 1080, pela já rebatizada Rádio Capital, onde apresentava e cobrava soluções para problemas da comunidade, e que se tornou trampolim para o início de sua carreira política. Eleito prefeito de Juiz de Fora em 1988, pelo Partido da Juventude, exerceu mandato de 1989 a 1993. Deputado estadual em Minas Gerais por duas legislaturas (1999 a 2004), foi eleito prefeito em outubro de 2004 para um segundo mandato (2005-2009). Como parlamentar atuou como líder da bancada do PFL, integrando os quadros do Partido Trabalhista Brasileiro (PTB) durante sua segunda gestão como prefeito, até entrar com pedido de desfiliação em 7 de julho de 2008.
Envolto em denúncias de corrupção, renunciou ao cargo em 16 de junho de 2008. Foi sucedido pelo vice-prefeito José Eduardo Araújo.

## Problemas com a justiça
Assim como ocorreu durante seu primeiro mandato, a segunda passagem de Bejani pela prefeitura foi marcada por irregularidades. Em 20 de abril de 2007 o Ministério Público deu entrada a uma ação de improbidade administrativa pelo uso de um logotipo personalizado da administração em obras públicas.
Em 9 de abril de 2008, Bejani foi preso durante a chamada "Operação Passárgada" da Polícia Federal, acusado de desvio de recursos que eram repassados pela União através do Fundo de Participação dos Municípios (FPM). Em sua casa são encontrados e apreendidos 1,12 milhão de reais em espécie, um revólver de uso exclusivo das Forças Armadas, duas pistolas e uma carabina.
Treze dias depois, em 22 de abril, Bejani foi libertado através de habeas corpus do Tribunal de Justiça de Minas Gerais. Voltou a ser preso em 12 de junho, por não conseguir comprovar a origem do dinheiro apreendido em sua casa. No mesmo dia, o site da revista Época divulga um vídeo em que Bejani aparece recebendo sacolas de dinheiro.
No dia 13 de junho a Câmara Municipal de Juiz de Fora, após realização de uma Comissão Parlamentar de Inquérito, decidiu pedir a cassação de Bejani. Ele, porém, se antecipou à decisão, anunciando a renúncia em 16 de junho de 2008.